# Engy Ghozlan
Engy Ayman Ghozlan (tiếng Ả Rập: إنجي أيمن غزلان), sinh năm 1985, là một nhà hoạt động xã hội vì nhân quyền và là một nhà báo, người luôn đề cập, nhấn mạnh đến các vấn đề quấy rối tình dục phụ nữ trên đường phố Ai Cập. Bắt đầu từ năm 2005, cô là người quản lý một dự án thuộc tổ chức phi chính phủ được gọi là Trung tâm Quyền phụ nữ Ai Cập (ECWR) và ra sức đảm bảo an toàn cho phụ nữ Ai Cập. Cô được ví như "tiếng nói và bộ mặt" trong việc nỗ lực xóa bỏ quấy rối tình dục phụ nữ ở Ai Cập.
Ghozlan cũng là người đồng sáng lập HarassMap, ra đời vào năm 2010, một tổ chức tự nguyện sử dụng công nghệ kỹ thuật số và trực tuyến để báo cáo các sự việc quấy rối tình dục ở Ai Cập. Sau khi ra mắt HarassMap lần đầu tiên thông qua ECWR, Ghozlan và đồng sáng lập của cô, Rebecca Chiao, đã rời ECWR để điều hành HarassMap một cách độc lập.

## Tiểu sử
Engy Ghozlan chào đời tại thủ đô Cairo, Ai Cập vào năm 1985. Cô theo học Đại học Cairo, lấy bằng cử nhân ngành truyền thông đại chúng vào năm 2007. Cô đã âm thầm chịu đựng nỗi đau bị quấy rối tình dục, nhưng sau đó đã đứng lên hành động để giải quyết vấn đề. Sau đó, cô gia nhập Trung tâm Quyền phụ nữ Ai Cập, nơi đi đầu trong chiến dịch chống quấy rối tình dục phụ nữ.
Năm 2005, ECWR đã thí điểm một chương trình nghiên cứu để thu thập dữ liệu nhằm phục vụ cho vấn đề quấy rối tình dục. Cuộc khảo sát trên 2.800 phụ nữ Cairo và 5 tỉnh khác của Ai Cập. Kết quả cho thấy, 33% phụ nữ phải đối mặt với việc bị quấy rối tình dục hàng ngày mà họ không dám lên tiếng, vì họ e ngại các giá trị xã hội ở Ai Cập sẽ không giúp đỡ họ. Cuộc khảo sát cũng cho thấy một số phụ nữ đã tự trách mình vì sự quấy rối đó. Quấy rối tình dục được định nghĩa là "đụng chạm không thích hợp" (40% tổng số người được hỏi) và "chế nhạo bằng lời nói" (30% tổng số người được hỏi).
Ghozlan đã tham gia tích cực vào cuộc Cách mạng Quảng trường Tahrir diễn ra ở Cairo vào năm 2011.